# Трипаносоматиди
Трипаносоматиди (Trypanosomatidae) — родина кінетопластид (Kinetoplastida) типу евгленових (Euglenozoa), що утворює монотипічний ряд Trypanosomatida. Характеризується наявністю лише одного джгутика й зміною форм протягом життєвого циклу. Це паразити рослин і тварин; переносники — комахи; включає збудників трипаносомозів. Представники роду лейшманія (Leishmania) — викликають лейшманіози людини і тварин.

## Класифікація

Шість морф життєвого циклу трипаносоматид

- Родина Trypanosomatidae Calkins 1926 [Trypanomorphidae Woodcock 1906; Trypanosomataceae Senn 1911]
  - Рід Blastocrithidia Laird 1959
  - Рід Cercoplasma Roubaud 1911
  - Рід Cystotrypanosoma Roubaud 1911
  - Рід Jaenimonas Votypka & Hamilton 2015
  - Рід Lafontella Kostygov & Yurchenko 2015
  - Рід Lamellasoma Davis 1947
  - Рід Leptowallaceina Podlipaev & Frolov 2000
  - Рід Lewisonella Chalmers 1918 nomen dubium
  - Рід †Paleoleishmania Poinar & Poinar, 2004
  - Рід †Paleotrypanosoma Poinar 2008
  - Рід Paramecioides Grassé 1882
  - Рід Paratrypanosoma Votypka & Lukes 2013
  - Рід Rhynchoidomonas Patton 1910
  - Рід Sauroleishmania Ranque 1973
  - Рід Trypanomonas Danilewsky 1885
  - Рід Trypanomorpha Woodcock 1906
  - Рід Undulina Lankester 187
  - Рід Wallacemonas Kostygov & Yurchenko 2014
  - Рід Wallaceina Bulat, Mokrousov & Podlipaev 1999 [Proteomonas Podlipaev, Frolov & Kolesnikov 1990 non Hill & Wetherbee 1986]
  - Підродина Trypanosomatinae
    - Рід Trypanosoma Gruby 1843

  - Підродина Blechomonadinae Votypka & Suková 2013
    - Рід Blechomonas Votypka & Suková 2013

  - Підродина Strigomonadinae
    - Рід Agamomonas Grassé 1952
    - Рід Angomonas Souza & Corte-Real 1991
    - Рід Herpetomonas Kent 1880 non Donovan 1909
    - Рід Kentomonas Votypka et al. 2014
    - Рід Phytomonas Donovan 1909
    - Рід Sergeia Svobodová et al. 2007 non Stimpson 1860 non Nasonov 1923 non Sergio Manning & Lemaitre 1994
    - Рід Strigomonas Lwoff & Lwoff 1931

  - Підродина Leishmaniinae sensu Maslov & Lukeš 2012
    - Рід Lotmaria Schwarz 2015
    - Рід Crithidia Léger 1902
    - Рід Leptomonas Kent 1880
    - Рід Borovskyia Kostygov & Yurchenko 2017
    - Рід Endotrypanum Mesnil & Brimont 1908
    - Рід Leishmania Ross 1903
    - Рід Novymonas Votýpka et al. 2015
    - Рід Paraleishmania Cupolillo et al. 2000
    - Рід Zelonia Shaw, Camargo et Teixeira 2016

Ця родина вважається парафілетичною групою.